# イエンス・ペーター・ヤコブセン

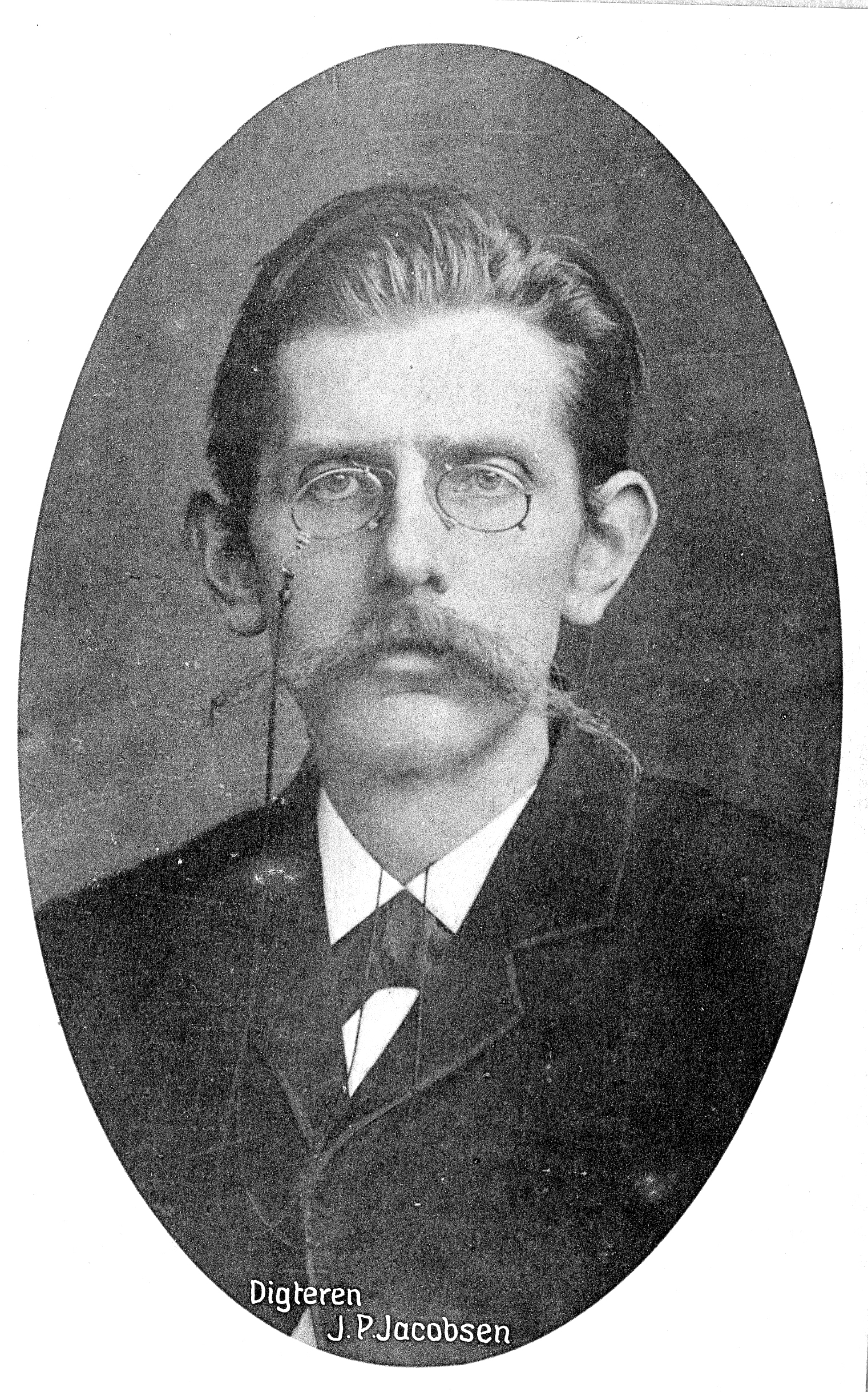
イエンス・ペーター・ヤコブセン

イエンス・ペーター・ヤコブセン (Jens Peter Jacobsen、1847年4月7日－1885年4月30日) は、デンマークの詩人・小説家、植物学者。デンマーク語ではイェンス・ピーダ・ヤコプスンに近い発音で発音される。

## 生涯と作品
ユトランド半島北部の港町ティステッドの富裕な船主および石炭商の子として生まれる。9歳で植物学に熱中し早くもこの地方の全植物を知ったという。この自然科学への興味は生涯続く。
16歳からコペンハーゲン大学に入学し植物学を専攻し、同時にゲーテ、シラー、ヴィーラントなどのドイツ作家の全作品を読む。18歳でシェークスピアを発見、耽読する。20歳頃に信仰の危機を迎え、キルケゴール、聖書、フォイエルバッハ、ハイネなどの読書遍歴の末、無神論者となる。「苦しい内的戦いをへて、宗教を離れた」と後年述懐している。
イプセンの『ペール・ギュント』に感動し、自らも北欧のサガに題材をとって物語詩《コルマクとステンゲルデ》、詩と短編の組み合わされた連作《サボテンの花ひらく》(これは未完に終わり、のちにアルノルト・シェーンベルクが『グレの歌』として曲を付ける)に着手、また長編小説『無神論者』の構想を得る。これが後の『ニルス・リューネ』となる。1870年、少し前から婚約していた〈ティステッドの王女〉と呼ばれる美少女との婚約を解消する。熱心なクリスチャンである彼女を自分の無神論と対決させるにしのびなかったとの理由による。
1872年《新デンマーク月刊》誌に中篇『モーンス　Mogens』を発表。また多年にわたる藻類の研究をまとめ、大学より金牌を受賞される。ただ沼や川での無理な採集がたたって、この頃から胸を病むようになる。1873年にはチャールズ・ダーウィンの『種の起源』、『人間の進化と性淘汰 (The Descent of Man, and Selection in Relation to Sex)』の翻訳を進める一方、長編『マリィエ・グルベ夫人』のために図書館で古文献の蒐集を行う。
療養を兼ねて、ドレスデン、ミュンヘン、プラハ、ウィーン、フィレンツェ、ローマを歴訪する。1876年の末に『マリィエ・グルベ夫人　Fru Marie Grubbe』刊行。これは17世紀に実在した美貌の貴族女性で、国王の弟・姉婿の騎士・自家の下僕と男性遍歴を重ね、最後は渡船場の女将となったその生涯と内面を描いたものである。反響は大きく、諸外国からも翻訳の申し込みを受ける。1880年、病が重くなる中で奇跡的に『ニルス・リューネ　Niels Lyhne』を故郷の家で完成させる。イプセン、ドイツの詩人リルケなどをも感動させたこの作で、ヤコブセンは神に反抗して詩作と恋愛で人間性を高揚させようとし、生きる根拠と目的を失いつつ信念を曲げない人物を創造し、〈無神論者の聖書〉と一部の人には呼ばれた。その後も短編『ベルガモの黒死病』『フェーンス夫人』などを発表し、1885年に結核のため38歳で死去した。

## 訳書
- 『ここに薔薇ありせば　他5篇』矢崎源九郎訳、岩波文庫、1953年、復刊1993年
- 『ニルス・リューネ』奥山裕介訳、幻戯書房〈ルリユール叢書〉、2021年